# 朱同鏘
新會恭簡王朱同鏘（1478年—1523年），明朝周藩第一代新會王，周懿王朱子埅的庶第八子。

## 生平
弘治二年（1489年）九月，封新會王。
嘉靖二年（1523年），朱同鏘去世，享年四十六歲，諡恭簡。六年後，嫡長子朱安渤襲爵。

## 家庭

### 子
- 嫡長子：新會康惠王朱安渤[3]